# Angelo Calogerà
Angelo Calogerà, également connu sous le nom de Domenico Demetrio Calogerà, (né à Padoue le 7 septembre 1696 ou le 7 septembre 1699 et mort à Isola di San Michele le 29 septembre 1766) est un moine bénédictin et écrivain italien, actif dans la vulgarisation de la littérature et de la science.

## Biographie
Angelo Calogerà est né Domenico Demetrio Calogerà vers le 7 septembre 1696, à Padoue alors dans la république de Venise, de Don Liberale Calogerà de Corfou et Giustina Labarvellon d'origine française.
Son père Liberale est un membre de la maison aristocratique de Calogerà et s'est illustré dans les années 1570 pendant la guerre de Chypre contre l'Empire ottoman. Il s'installe à Padoue où il occupe plusieurs postes administratifs puis déménage à Venise où il obtient la nationalité vénitienne. En 1716, Angelo Calogerà devient moine Camaldule et exerce d'abord le métier de bibliothécaire de la San Michele di Murano puis de San Giorgio Maggiore.
En 1728, au sommet de la renommée d'Antonio Vallisneri, Calogerà commence à publier Raccolta d'opuscoli scientifici e filologici, suivi en 1755 par  Nuova raccolta d'opuscoli scientifici e filologici jusqu'au quarante-deuxième volume en 1787. Dans le premier volume, après avoir reconnu explicitement la valeur de la culture moderne, il publie le  Progetto ai letterati d'Italia per iscrivere le loro vite de Giovanni Artico, comte de Porcìa, suivi d'une biographie  Vita di Giambattista Vico scritta da sé medesimo, puis dans le deuxième volume, une autobiographie de Pier Jacopo Martello.
En 1762, avec Giacomo Rebellini il fonde la revue  Minerva ossia Nuovo giornale dei letterati d'Italia, publiée jusqu'en 1767 contrastant la  Frusta letteraria de Giuseppe Baretti.
Angelo Calogerà a également écrit  Memorie intorno alla vita di M. Luca De Renaldis vescovo di Trieste consigliere intimo dell'imperadore Massimiliano I e suo ambasciatore a molte corti sovrane d'Europa imprimé à Venise en 1753.